# فيكتور بونيفاس
فيكتور بونيفاس (بالإنجليزية: Victor Boniface)‏ هو لاعب كرة قدم نيجيري في مركز الهجوم، ولد في 23 ديسمبر 2000 في نيجيريا. لعب مع نادي بودو/غليمت يلعب الآن مع باير ليفركوزن

## وصلات خارجية
- فيكتور بونيفاس على موقع الاتحاد الأوربي (الإنجليزية)
- فيكتور بونيفاس على موقع قاعدة بيانات كرة القدم.إي يو (الإنجليزية)
- فيكتور بونيفاس على موقع ليكيب (الفرنسية)
- فيكتور بونيفاس على موقع ناشيونال فوتبول تيمز (الإنجليزية)
- فيكتور بونيفاس على موقع Soccerway.com (الإنجليزية)
- فيكتور بونيفاس على موقع عالم كرة القدم.نت (الإنجليزية)
- فيكتور بونيفاس على موقع AS.com (الإسبانية)